# Супергерої Marvel
«Супергерої Marvel» (англ. «The Marvel Super Heroes») — американський анімаційний телесеріал з п'ятьма супергероями зі сторінок американських коміксів видавництва Marvel Comics у головних ролях. Перший телесеріал, заснований на персонажах Marvel, дебютував у синдикації на американському телебаченні в 1966 році.
Серіал вироблявся компанією Grantray-Lawrence Animation, очолюваною Ґрантом Сіммонсом, Реєм Паттерсоном і Робертом Лоуренсом, і являв собою серіал з п'яти сегментів, кожен з яких тривав приблизно сім хвилин, що транслювався на місцевих телевізійних станціях, які виходили в ефір у різний час. Спочатку серіал виходив як півгодинна програма, що складалася з трьох семихвилинних сегментів про одного супергероя, розділених коротким описом одного з чотирьох інших героїв. Він також транслювався як суміш різних героїв у півгодинному таймслоті, а також як окремі сегменти як заповнювач або в рамках дитячої телепрограми.
Сегментами мультсеріалу були «Капітан Америка», «Неймовірний Галк», «Залізна людина», «Могутній Тор» і «Підводник».

## Акторський склад
- Лен Карлсон[6] — Ртуть, Локі, Одін, Чорний лицар, Президент
- Бернард Ковен[6] — оповідач, Плавильник, Капітан Торак, Морґан, Володар перснів, Полковник фон Крац
- Джек Крелі[6] — Тор, Джек Фрост
- Макс Ферґюсон[6] — Галк[7]
- Віта Ліндер[6] — Бетті Росс, Леді Дорма, Джейн Фостер, Багряна відьма, Оса, Шерон Картер, Пеґґі Картер, Лорелея, Селія Ролінґз, Іпполіта
- Дон Мейсон[6]
- Клод Рей[6]
- Генрі Рамер[6] — Майор Убергарт, Доктор Дум, Вольфганг, Вашті, Мандарин[8]
- Джон Вернон[6] — Залізна людина[9], Неймор, Ґленн Телбот, Майор Корі
- Кріс Віґґінс[6] — Соколине Око[8], Крейвен[8], Сіра гаргулья, Бірра, Бальдер, Джек Фрост, Молто, Професор Ікс, Граф Нефарія[8]

## Виробництво
Було створено шістдесят п'ять півгодинних епізодів з трьох семихвилинних розділів, загалом 195 сегментів, які спочатку транслювалися в синдикації з вересня по грудень 1966 року.
Серіали, що випускалися в кольорі, мали вкрай обмежену анімацію, виготовлену ксерографічним способом, що складалася з фотокопій зображень, взятих безпосередньо з коміксів і оброблених для мінімізації потреби у виробництві анімації. Мультфільми були представлені як серія статичних зображень коміксів; як правило, єдиним рухом були губи, коли персонаж говорив, очі та іноді рука або нога, або повністю анімований чорний силует. У серіалі використовувалися оригінальні історії в основному в повному обсязі, демонструючи мистецтво Джека Кірбі, Стіва Дітко та Дона Гека, серед інших, з періоду, який фанати та історики називають Срібним століттям коміксів.
Стен Лі, тодішній редактор і артдиректор Marvel Comics, заявив у 2004 році, що, на його думку, видавець Мартін Гудман вів переговори про угоду з Ґрантрі-Лоуренсом, і що Лоуренс вибрав персонажів, яких буде використано. Лоуренс зняв для Лі та його дружини квартиру в пентхаусі, поблизу Медісон-авеню, для використання Лі під час роботи над серіалом. Лі згадував: «Я дійсно не пам'ятаю жодної реакції від художників Marvel, які брали участь у роботі. Я хотів би стверджувати, що я написав слова [тематичної пісні], тому що я вважаю їх геніальними, але, на жаль, це не так». Пісні були написані Жаком Урбоном. Тим часом Стів Кранц (який займався дистрибуцією серіалу) уклав угоду про субпідряд на виробництво сегментів «Могутнього Тора» з Paramount Cartoon Studios (анімаційний підрозділ Paramount Pictures, раніше відомий як Famous Studios), яку на той час очолював ветеран студії Fleischer Studios Шамус Калгейн.

### Анонс
Marvel анонсувала серіал у «Marvel Bullpen Bulletins» за листопад 1966 року, заявивши у гіперболічному стилі щомісячної фан-сторінки: «Незабаром наші супергерої дебютують на телебаченні, з'являючись п'ять вечорів на тиждень — саме так, п'ять — порахуйте їх — п'ять вечорів на тиждень, по пів години щовечора. Тож у вас є час, щоб переконатися, що ваш телевізор справний — перевірте місцеву газету, щоб дізнатися час і станцію — і приготуйтеся відірватися по повній!».